# William Wake

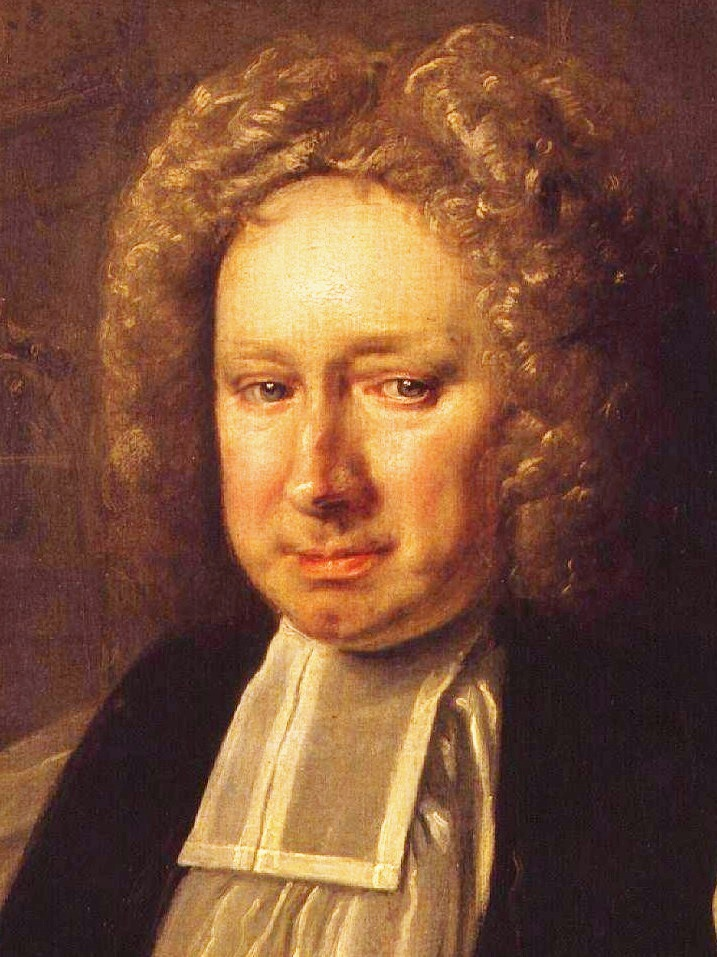
William Wake als Erzbischof von Canterbury

William Wake (* 26. Januar 1657 in Blandford Forum, Dorset; † 24. Januar 1737 in London) war ein Geistlicher der Kirche von England. Er war Bischof von Lincoln von 1705 bis 1716 und Erzbischof von Canterbury von 1716 bis zu seinem Tod.

## Leben
Wake entstammte einer wohlhabenden und einflussreichen Familie. Seine akademische Ausbildung erhielt er am Christ Church College in Oxford. Nach dem Empfang der Weihen war er von 1682 bis 1685 Gesandtschaftskaplan an der britischen Botschaft in Paris. Hier kam er in Kontakt mit zahlreichen Gelehrten der Stadt und beschäftigte sich intensiv mit der Situation der französischen Kirche. Nach seiner Rückkehr nach England wurde er 1689 Domherr (canon) an der Kathedrale von Oxford, 1693 Rektor von St. James’s, Westminster, 1703 Dekan von Exeter und 1705 Bischof von Lincoln. Nach dem Tod des Erzbischofs von Canterbury Thomas Tenison wurde er dessen Nachfolger und Primas von England. Am 11. Oktober 1727 leitete er die Krönungszeremonie Georgs II. Er starb im Lambeth Palace, zwei Jahre nach seiner Frau Etheldred (1673–1735); beide wurden auf dem St. John the Baptist Churchyard in Croydon beigesetzt.
Wake veröffentlichte zahlreiche Schriften, darunter 1703 eine umfangreiche historische Darstellung der Kirche von England, in denen er die Lehre der englischen Kirche darstellte, ihre Legitimität untermauerte und Angriffe ihrer Gegner wie die Nag’s Head Fable entkräftete.
Auf eine Initiative des gallikanischen Kirchenhistorikers Louis Ellies Dupin aus dem Jahr 1718 führte Wake auf englischer Seite Verhandlungen, die zu einer Union zwischen der Kirche von England und der – von Rom gelösten – Kirche Frankreichs führen sollten. Auch Pierre François Le Courayer nahm an der Korrespondenz teil veröffentlichte 1723 sein Plädoyer für die Gültigkeit der anglikanischen Weihen, das eine heftige Kontroverse auslöste. Dupins Tod 1719 beendete die zwischenkirchlichen Gespräche.
Seinen Ämtern entsprechend verteidigte Wake im Parlament die konkurrenzlose Rechtsstellung der anglikanischen Kirche im Königreich. Persönlich war er jedoch konziliant im Umgang mit den Dissentern und stellte sogar Formulierungen des Book of Common Prayer zur Disposition, falls deren Änderung eine Einigung und Versöhnung bewirken könnte.